# 赤溪 (东海)
赤溪，位于中华人民共和国福建省东北部沿海的一条河流，上游称石山溪，发源于柘荣县东部东源乡仙后村以南的太姥山脉南端山地，向东南流至乍洋乡溪口村转南流，注入福鼎市桑园水库，干流出库后称“赤溪”或九鲤溪，向东流至磻溪镇蒋阳村（溪口）再转南流，进入霞浦县后又称杨家溪或七都溪，南流至牙城镇凤门村再转东流，于牙城镇以南注入东海牙城湾海域。河长54千米，流域面积381平方千米，河道平均比降8.1‰。流域受台风暴雨影响，易发生洪水，属于福建暴雨区之一。